# Theodor Cordua

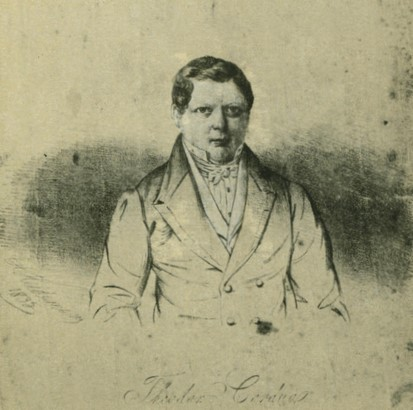
Theodor Cordua (1835)

Theodor Cordua, auch Theodore Cordua, vollständig Christoph August Theodor Cordua (* 23. Oktober 1796 in Wardow; † 8. Oktober 1857 in Güstrow) war ein deutscher Kaufmann und Pionier in Kalifornien.

## Leben
Theodor Cordua war ein Sohn von Johann Friedrich Cordua, der 1802 das Gut Raden (Lalendorf) erwarb, und seiner Frau Dorothea Eva Alexandrine, geb. Berg. Der Theologe und Abgeordnete der Mecklenburgischen Abgeordnetenversammlung 1848/49 Hermann Cordua war sein jüngerer (Halb-)Bruder. Er wurde von Hauslehrern erzogen. Als junger Mann verließ er seine Heimat; er lebte einige Jahre auf Java und bereiste die Küsten Amerikas. In Surinam (Holländisch-Guayana) gründete er ein Handelsunternehmen in Paramaribo mit Niederlassungen in Lübeck und Amsterdam. Auf seiner Plantage Hermitage stellte er das Stärkeprodukt Pfeilwurzelmehl (Arrowroot) für den Export nach Europa her. Nachdem er 1840 Unternehmen und Vermögen verloren hatte, reiste er auf der Such nach neuen Handelsfeldern nach Chile und Peru. Für einige Zeit lebte er auch auf Hawaii.

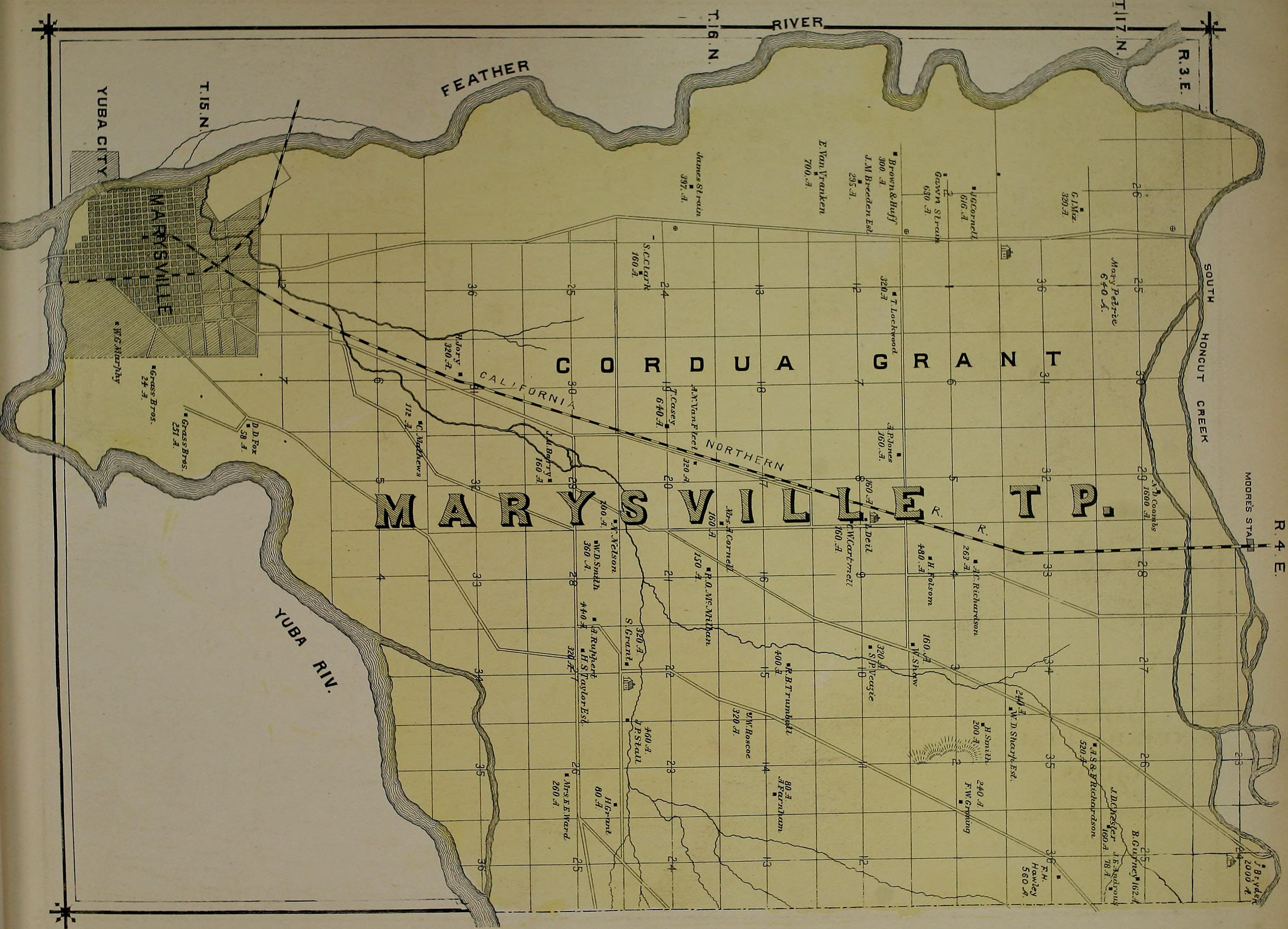
Karte des Cordua grant zwischen Yuba River und Feather River (1874); Norden ist rechts

Schließlich kam er nach Kalifornien. Als Bezahlung von aus Hawaii mitgebrachten Waren erhielt er von Johann August Sutter Landflächen nördlich von Sacramento im heutigen Yuba County als Pachtland. Cordua war der erste Europäer, der sich in diesem Teil Kaliforniens niederließ. 1843 baute er ein Farmhaus und einen Trading Post. Er nannte den Ort New Mecklenburg (heute Marysville). 1844 konnte er von der mexikanischen Regierung den nördlich von seinem Pachtland gelegenen Rancho Honcut zwischen dem Feather River und der Sierra Nevada erwerben, eine riesige Landfläche von sieben Leguas im Quadrat, 31.080 Acres (125,8 Quadratkilometer). Hier betrieb er erfolgreich extensive Rinderhaltung und Getreideanbau.
1848, zu Beginn des Kalifornischen Goldrausches, der die Landschaft und das Sozialgefüge radikal veränderte, musste er die Landwirtschaft aus Mangel an Arbeitskräften aufgeben. Er verkaufte einen Teil der Ranch an seinen Mitarbeiter Charles Julian Covillaud und dessen Frau Mary Murphy, eine Überlebende der Donner Party, nach der der Ort dann benannt wurde. 1849 verkaufte er den Rest an Covillauds Schwager Michael C. Nye and William M. Foster. Cordua zog nach San Francisco und verlor den größten Teil des Erlöses durch Feuer, Fluten und spekulative Immobilien-Investitionen in der Goldgräberstadt Suttersville, Sacramento County.
1852 verließ er Kalifornien und zog nach Hawaii. 1856 kehrte er nach Mecklenburg zurück. Er verstarb 1857 in Güstrow.
Über seine Tochter Marie Elisabeth (* 1823 in Paramaribo; † 1896 in Lübeck), eins der sechs Kinder, die er mit der Kreolin und freigelassenen Sklavin Katharine Höft in Surinam hatte, war er der Großvater des Lübecker Bürgermeisters Johann Martin Andreas Neumann.

## Schenkungen
Cordua schickte von seinen Reisen Beschreibungen von Fauna und Flora sowie Mineralien und außergewöhnliches Tiermaterial an die Universität Rostock für deren Zoologische Sammlung. Auch das Museum für Naturkunde (Berlin) verwahrt Spezimen von Insekten aus Surinam, die Cordua gesammelt und eingesandt hatte.

## Erinnerung
An Theodor Cordua erinnern die Cordua Elementary School in Marysville, der Cordua Irrigation District nördlich von Marysville und der Cordua Canal zwischen Mello und Iowa City im Yuba County sowie der historische Ortsname Cordua Bar am Yuba River.

## Werke
- Erwin G. Gudde (Hrsg.): The Memoirs of Theodor Cordua: The Pioneer of New Mecklenburg in the Sacramento Valley. In: California Historical Society Quarterly 12 (1933), S. 279–311 doi:10.2307/25178224 (Volltext; PDF; 352 kB).
- Ursula Feldkamp: Von Mecklenburg nach Übersee. Mitteilungen aus dem Leben eines Kaufmanns und Reeders 1796–1857. Ernst Kabel Verlag, Hamburg 1996, ISBN 3-8225-0384-3; 2. Auflage 2000 ISBN 978-3-8225-0384-3